# Norman Burton
 (juillet 2018).
Pour les articles homonymes, voir Burton.
Norman Burton (parfois crédité comme Normann Burton), né le 5 décembre 1923 à New York et mort le 29 novembre 2003  à Imperial (Californie), est un acteur américain.

## Biographie
Norman Burton étudie à l'Actors Studio à New York. Après des débuts sur scène, il s'oriente vers le cinéma avec un premier rôle mineur dans Fright de William Lee Wilder en 1956. Sa carrière au cinéma et à la télévision est relativement longue et fructueuse, mais il n'a jamais obtenu de reconnaissance majeure.
Il joue le gorille leader des chasseurs dans le film de science-fiction La Planète des singes. Il est surtout connu pour sa performance non conventionnelle (et souvent décriée) de Felix Leiter dans le James Bond Les diamants sont éternels en 1971. Il tient le rôle de Will Giddings, l'ingénieur adjoint du film d'action La Tour infernale.
À la télévision, il est surtout connu pour son rôle de Joe Atkinson dans la deuxième saison de la série dramatique Wonder Woman mettant en vedette Lynda Carter basée sur les DC Comics. Il fait partie du casting du sitcom The Ted Knight Show (en) au printemps 1978.
Burton meurt, à quelques jours de son 80e anniversaire, des suites d'un accident de voiture alors qu'il revenait de la ville d'Ajijic au Mexique.

## Filmographie partielle
- 1968 : La Planète des singes de Franklin Schaffner : le leader des chasseurs
- 1971 : Les diamants sont éternels de Guy Hamilton : Felix Leiter
- 1971 : Les Évadés de la planète des singes (Escape From the Planet of the Apes) de Don Taylor : Army Officer
- 1972 : Les Poulets de Richard Colla
- 1973 : Sauvez le tigre de John G. Avildsen
- 1974 : La Tour infernale de John Guillermin et Irwin Allen : Will Giddings
- 1975 : L'Homme terminal de Mike Hodges
- 1975 : La Mort en rêve (The Reincarnation of Peter Proud) de J. Lee Thompson : Dr. Frederick Spear
- 1981 : Amy de Vincent McEveety
- 1983 : Mausoleum de Michael Dugan
- 1984 : Les Jours et les nuits de China Blue de Ken Russell
- 1985 : Prière pour un tueur de Gordon Hessler
- 1988 : Bloodsport de Newt Arnold : Helmer
- 1992 : Explosion immédiate de Jan de Bont